# Глебовское (Переславский район)
Гле́бовское — село в Переславском районе Ярославской области при речке Выжегде (Выжиге).

## История XVI—XIX веков
9 ноября 1618 года в селе Глебовском произошёл бой русских воинов с отрядом пана Чаплинского.
Часть села Глебовского в 1620 году была пожалована царём Михаилом Фёдоровичем Степану Борисовичу Юрьеву «за Московское сиденье в королевичев приход под Москву»; остальные части в то время принадлежали разным помещикам.
В 1660-х годах село принадлежало трём владельцам: стольнику Глебу Юрьеву, князю Андрею Лыкову и боярскому сыну Ивану Дивову. Дивов самочинно перегородил большую дорогу, поставил на ней избы, завалил лесом и дровами, построил две кузницы, часть дороги окопал рвами и загородил плетнями. После долгих споров по царскому приказу дорога была восстановлена.
С 1884 года в селе существовала церковно-приходская школа.
В селе находилось волостное правление Глебовской волости Переславского уезда.

### Церковь
В 1628 году здесь значатся две церкви: 1) церковь во имя Николая Чудотворца, 2) за рекою церковь святителя Димитрия Селунского.
В 1700 году церковь во имя Николая Чудотворца перестроена и освящена вновь во имя того же святителя; в 1728 году эта церковь сгорела и на погорелом месте в 1729 году построена деревянная церковь того же наименования.
В 1715 году при Димитриевской церкви построена была другая тёплая церковь в честь Благовещения Пресвятой Богородицы. В 1728 году Димитриевская церковь сгорела, а богослужение стало совершаться в Благовещенской. Но в 1730 году местный помещик «тайный советник и государственной камер-коллегии президент» Алексей Васильевич Макаров решил построить новую деревянную церковь с главным престолом в честь Благовещения Пресвятой Богородицы и приделом святого Димитрия Селунского. Эта церковь была освящена в 1734 году.
Две деревянных церкви существовали в Глебовском до 1792 года.
В 1792 этом году вместо деревянных церквей местным помещиком Алексеем Петровичем Макаровым построен существующий в настоящее время каменный храм. В нём устроено было три престола: главный в честь Рождества Пресвятой Богородицы, в приделах — в честь святого Николая Чудотворца и Московских Чудотворцев Петра, Алексия и Ионы. В 1812 году последний придел был упразднён, так что в настоящее время в церкви только два престола.
К Глебовскому приходу относились: Афанасово, Елизарово (Елизарка), Костенки, Поповская, Поляна и Щелканка.

## История XX века
В 1919 году здесь зарождается одна из первых в уезде сельских партийных ячеек.
В 1926 году открыты первые в районе сельские детские ясли, которые организовала Мария Дмитриевна Глумова.
Весной 1930 года организован колхоз «Новый путь», первым его председателем стал крестьянин Глумов.
Животноводческий совхоз «Глебовский» учреждён 2 апреля 1963 года. В совхоз вошёл 31 населённый пункт прежнего совхоза «Новоселье».

## Население
| 1859 | 1905 | 1926 | 2007 | 2010 |
| ---- | ---- | ---- | ---- | ---- |
| 135  | ↘126 | ↗211 | ↗583 | ↘506 |